# Sylvain Pandele
Sylvain Pandele (8 augustus 1988) is een Frans wielrenner.

## Belangrijkste overwinningen
2012
- 2e etappe Ronde van Gironde